# Marian Sulikowski
Marian Sulikowski (ur. 22 czerwca 1913 w Sieradzu, zm. 24 czerwca 1973 w Warszawie) – polski architekt i wykładowca akademicki, rysownik.

## Życiorys
W 1931 roku ukończył Państwowe Gimnazjum Matematyczno-Przyrodnicze im. Tadeusza Kościuszki w Kaliszu i rozpoczął studia na Wydziale Architektury Politechniki Warszawskiej. W latach 1936–1937 odbył służbę wojskową w Szkole Podchorążych Rezerwy Artylerii oraz w 25 Pułku Artylerii Lekkiej, w szeregach której to jednostki walczył w kampanii wrześniowej.

Podczas okupacji niemieckiej pracował jako technik m.in. w biurze architekta Lecha Niemojewskiego w Warszawie (1939–1941) oraz w Biurze Budowlanym Zarządu Miejskiego w Zakopanem (1941–1942). Z powodu sięgających czasów studiów kontaktów ze Stanisławem Nowickim (działaczem PPR) został w sierpniu 1942 roku aresztowany i osadzony na Pawiaku. Po zwolnieniu w lutym 1943 roku został przymusowo skierowany do pracy w Centralnym Urzędzie Techniki w Krakowie, gdzie pracował do 1944 roku. Następnie był zatrudniony w firmach budowlanych w Rabce i Chabówce.
Po zakończeniu wojny powrócił do Warszawy, gdzie kontynuował studia, jednocześnie pracując w Biurze Odbudowy Stolicy. W 1946 roku otrzymał dyplom Politechniki Warszawskiej i został zatrudniony w Zakładzie Historii Architektury. Po zakończeniu pracy w BOS, w latach 1948–1949 pracował w Głównym Urzędzie Planowania Przestrzennego oraz Warszawskiej Regionalnej Dyrekcji Planowania Przestrzennego, a następnie – aż do 1965 roku – w biurach projektowych Ministerstwa Budownictwa. Był również zatrudniony w warszawskim Instytucie Urbanistyki i Architektury oraz w Komitecie ds. Urbanistyki i Architektury jako architekt rejonu. Ponadto w latach 1957–1958 był zatrudniony w Zakładzie Teorii Architektury PAN, a od 1961 roku był członkiem Komisji doradczej ds. architektury MSZ.
Jako wykładowca akademicki wykładał na Szkole Inżynierskiej w Szczecinie (1950–1952) oraz na stołecznej Politechnice, gdzie w 1956 roku otrzymał stanowisko docenta. Był stypendystą Fundacji Forda, dzięki czemu w latach 1962–1963 odbył roczny staż na politechnice w Zurychu. W 1963 roku został Sekretarzem Naukowym Komitetu Architektury i Urbanistyki PAN. Od 1971 roku pełnił funkcję zastępcy dyrektora ds. naukowych Instytutu Projektowania Architektonicznego Politechniki Warszawskiej. Był również autorem skryptów i publikacji (m.in. Uwagi o metodzie w nauczaniu projektowania architektonicznego – 1965). Jego wniosek z 1972 roku o mianowanie go profesorem nadzwyczajnym nie został zatwierdzony.
Od 1947 roku Marian Sulikowski był członkiem SARP, gdzie należał m.in. do Kolegium Sędziów Konkursowych. W latach 1954–1956 był wiceprezesem Oddziału Warszawskiego Stowarzyszenia, a w latach 1963–1966 – wiceprezesem Zarządu Głównego. Jako delegat SARP do Komitetu Wykonawczego Union Internationale des Architectes brał udział w jego kongresach w Moskwie (1959), Hawanie (1963), Paryżu (1965) i Pradze (1967).
Jako rysownik w latach 40. i 50. XX wieku publikował swoje prace na łamach m.in. „Architektury”, „Przeglądu Kulturalnego”, „Przeglądu Budowlanego”, „Skarpy Warszawskiej” i „Stolicy”. Brał udział w dorocznych wystawach malarstwa i rysunku SARP, gdzie w 1952 roku zdobył III nagrodę. Zajmował się również aranżacją wnętrz i projektowaniem mebli.
W 1944 roku zawarł związek małżeński z Wiesławą z Mokrzyńskich (zm. 2000). Małżeństwo było bezdzietne. Został pochowany na cmentarzu Powązkowskim w Warszawie (kw. 197, rząd 2, grób 7).

### Projekty

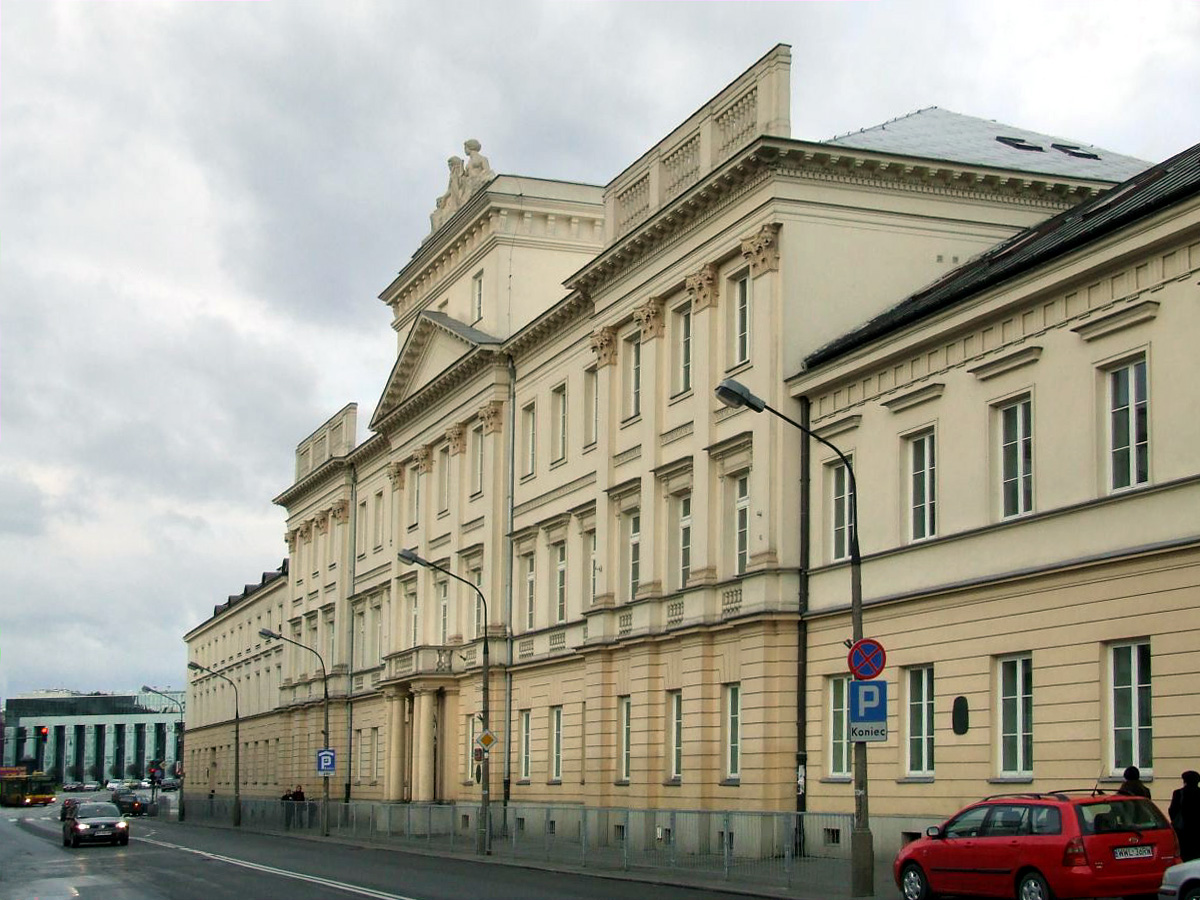
Gmach dawnego Collegium Noblium

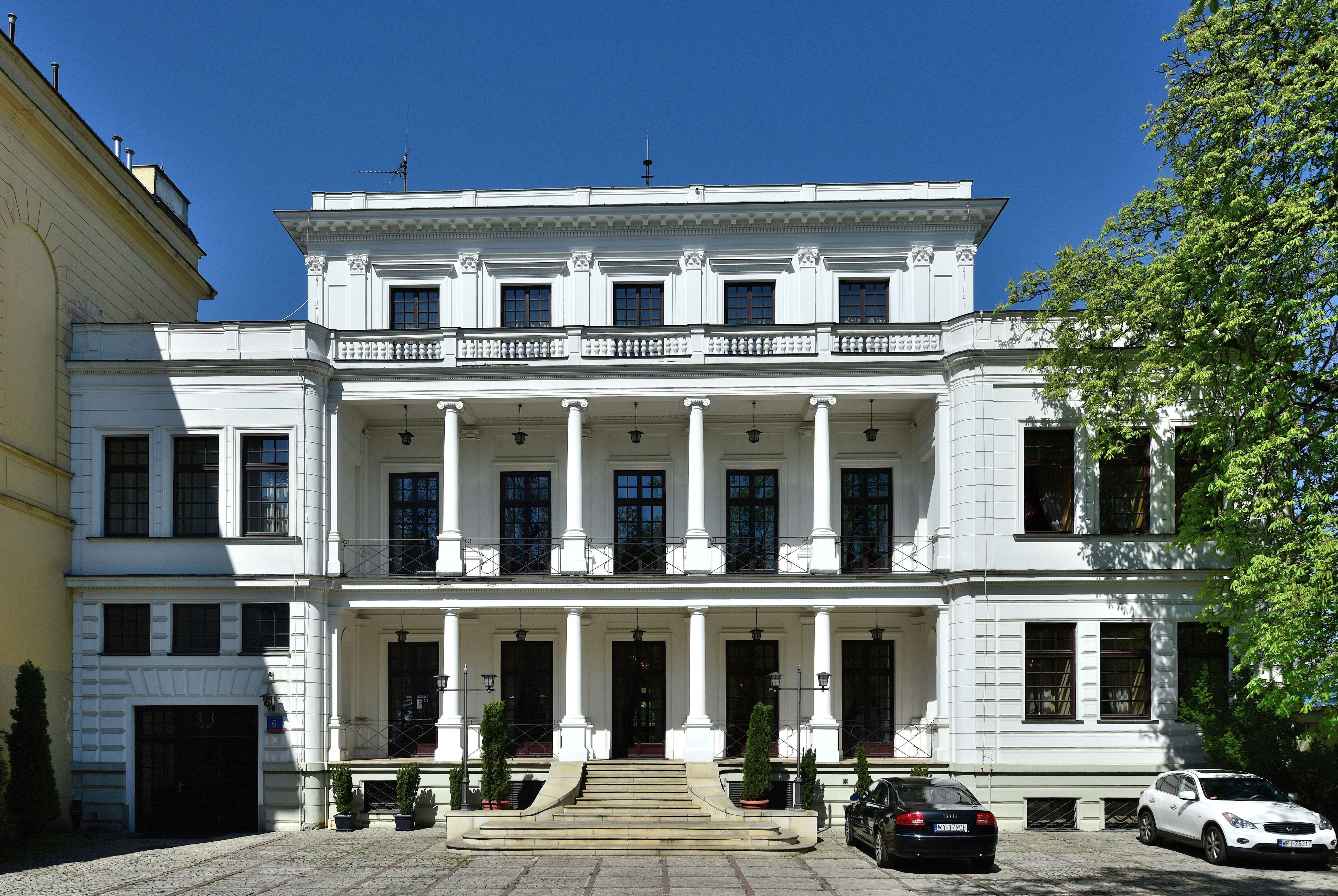
Pałac Przezdzieckich – budynek klubowy MSZ

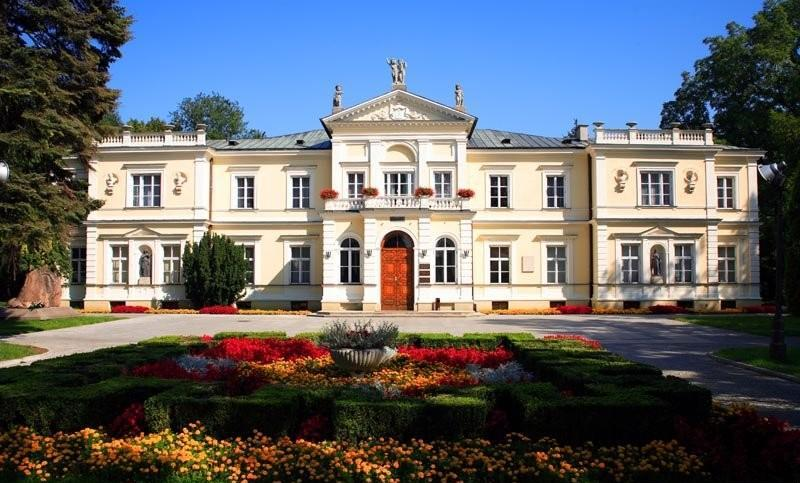
Pałac Krasińskich – rektorat SGGW

- konkursowy projekt schroniska górskiego (1934) ze Stanisławem Nowickim,
- konkursowy projekt gmachu centrali Polskiej Kasy Oszczędności (1946) z Mieczysławem Kuzmą i Zygmuntem Stępińskim – IV nagroda,
- konkursowy projekt gmachu Wydziału Architektury Politechniki Warszawskiej i opracowanie ul. Marszałkowskiej (1946) z Mieczysławem Kuzmą i Zygmuntem Stępińskim – wyróżnienie,
- konkursowy projekt kościoła w Gdyni (1947) – I nagroda równorzędna,
- konkursowy projekt Osi Stanisławowskiej w Warszawie (1948) ze Stanisławem Cybulskim i Janem Maasem III – III nagroda
- plan zagospodarowania przestrzennego Góry Kalwarii (1948)
- projekt otoczenia Zamku Książąt Pomorskich w Szczecinie (1948)
- projekt szkoły w Błoniu (1949)
- projekt Powszechnego Domu Towarowego w Kaliszu (1949) – w 1953 roku uhonorowany III nagrodą honorową SARP,
- projekt odbudowy i adaptacji dawnego gmachu Collegium Nobilium przy ul. Miodowej w Warszawie na siedzibę PWST (1949–1950) z Wojciechem Onitzchem, Teodorem Bursche i Andrzejem Uniejewskim,
- projekt budynku klubowego MSZ przy ul. Foksal w Warszawie (1949–1950) z Wojciechem Onitzchem i Andrzejem Uniejewskim,
- plan zagospodarowania przestrzennego Makowa Mazowieckiego (1950) z Wojciechem Onitzchem i Andrzejem Uniejewskim,
- projekt ośrodka turystycznego w Zegrzynku (1950) – nagroda II stopnia przewodniczącego Komisji Urbanistyki i Architektury,
- projekt rekonstrukcji Zamku Książąt Pomorskich w Szczecinie (1950–1952) z Wojciechem Onitzchem,
- projekty osiedli Racławicka i Kombajn w Warszawie – Nagroda II stopnia Ministra Budownictwa i Przemysłu Materiałów Budowlanych,
- konkursowy projekt domu architekta w Zakopanem (1957) ze Stanisławem Płoskim i Romanem Szymborskim – II nagroda,
- projekt otoczenia pomnika Adama Asnyka w Kaliszu (1961),
- konkursowy projekt Osi Saskiej w Warszawie (1961) ze Stanisławem Płoskim i Romanem Szymborskim – III nagroda,
- projekt Domu Turysty PTTK w Szczyrku (1961) z Wojciechem Onitzchem,
- konkursowy projekt zespołu budynków SGGW w Warszawie (1960–1963) ze Stanisławem Płoskim, Romanem Szymborskim i Romanem Dutkiewiczem – I nagroda.

## Odznaczenia i nagrody
Za udział w kampanii wrześniowej został odznaczony Krzyżem Walecznych. Po II wojnie światowej otrzymał Krzyż Oficerski Orderu Odrodzenia Polski (1969), Złoty Krzyż Zasługi (1956) i Medal 10-lecia Polski Ludowej (1955). W latach w 1956 i 1969 otrzymał Nagrody Ministra Oświaty i Szkolnictwa Wyższego za działalność dydaktyczną.